# Metallochlora misera
Metallochlora misera là một loài bướm đêm trong họ Geometridae.